# 倫文敘老點柳先開
《倫文敘老點柳先開》，台灣譯為《流氓狀元》，於1994年1月13日首映的香港喜劇電影，由鄧光榮監製，羅文導演，張衛健、郭富城、周慧敏、吳孟達、梁家仁、劉家輝主演。

## 演員表
| 演員   | 角色                           | 粵語配音 (無特別註明則為演員原聲) |
| 張衛健 | 倫文敘                         |                                   |
| 郭富城 | 柳先開                         | 陳欣                              |
| 周慧敏 | 程情                           | 黃玉娟                            |
| 吳孟達 | 向錢漢（明校校長）             |                                   |
| 梁家仁 | 李萬龍（化名李大春，訓導主任） | 盧雄                              |
| 劉家輝 | 錦衣衛指揮使                   |                                   |
| 苑瓊丹 | 倫文敘母親                     |                                   |
| 寶珮如 | 校長女兒                       |                                   |
| 鄧兆尊 | 鄧蓮如                         |                                   |
| 鄭家生 | 地痞無賴                       |                                   |
| 梁榮忠 | 柳先開跟班之一                 |                                   |
| 安德尊 | 能文（對霸）                   | 陳欣                              |
| 周文健 | 能武（對聖）                   | 馮永和                            |
| 黎彼得 | 陸九樓老闆                     | 陳欣                              |
| 李海生 | 銅頭七                         |                                   |
| 白茵   | 鄧蓮如母親                     |                                   |
| 鄭則仕 | 肥貓                           | 盧雄                              |
| 林家棟 | 無能容父親                     | 林保全                            |

## 外部連結
- 互联网电影数据库（IMDb）上《倫文敘老點柳先開》的资料（英文）